# 高梁川
高梁川（日语：／）是位于日本岡山縣西部的河流，被日本纳入一級河川。為高梁川水系的主流，與吉井川、旭川並稱岡山三大河川。擁有岡山縣內最大的流域面積，其職支游流域更涵蓋到廣島縣。

## 概要

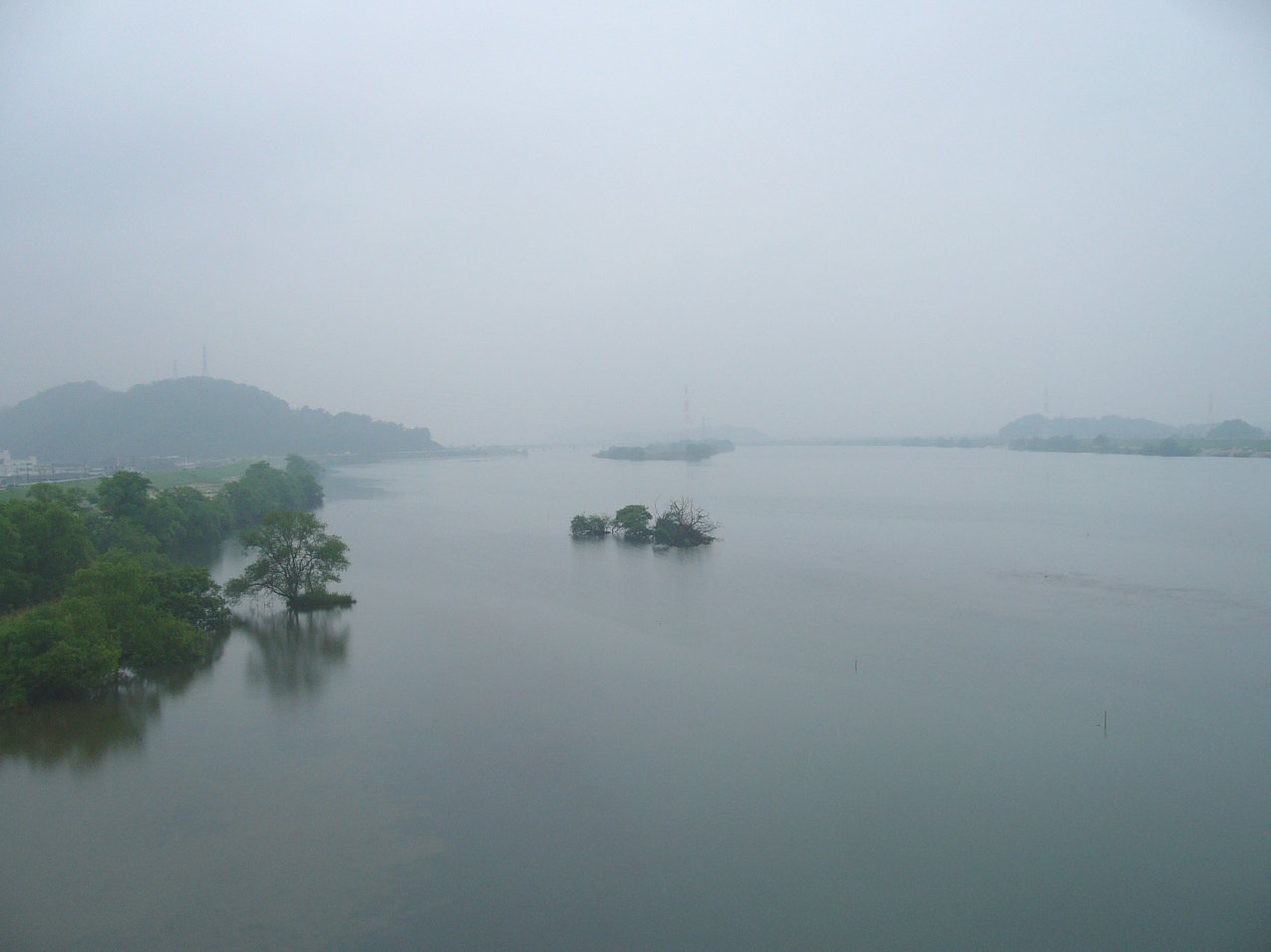
高梁川大橋往南眺望。

高梁川源头位于岡山縣与鳥取縣交界附近的花見山東麓（新見市），穿越吉備高原後流入瀨戶內海水島灘（倉敷市）。
河流長度為111km，流域面積有2,670km。
上游貫穿以石灰岩喀斯特台地阿哲台，形成豐富的鍾乳洞與溪谷地形。同時也有許多此地域特有的植物分布。

### 語源
一般認為是取自沿岸河岸段丘上的山間市鎮「高梁」，而「高梁」的由來眾說紛紜，未有定論。
- 古時的高梁川（松山川）名作「高橋川」，沿岸的地名「高橋」之後演變為「高梁」。此說法是先有河川名。再由地名改回河名。
- 『高梁市史』稱高梁古地名為「高橋」，備中守護高橋九郎左衛門不希望城主的姓和地名相同而將之改為「松山」。之後明治初年為避免與伊予松山混淆再改回原有的「高橋」，並將「橋」字以雅字「梁」替代。

- 「高橋」（たかはし，Takahashi）的讀音認為是指吉備高原（日语：吉備高原）的台地邊緣（松山城所在地）或河岸段丘的高陡邊緣。在這兩種情況下，都是從地名演變為河名[4]。

## 历史
高梁川流域古称之为備中，在日本書紀中曾被记载为川島川、川辺川、松山川。明治時代，因備中高松改名为高梁，该条河流也被改为现用名高梁川。

## 流域自治體
岡山縣
新見市、高梁市、吉備中央町、井原市、矢掛町、總社市、倉敷市
廣島縣
庄原市、神石高原町、福山市

## 外部連結
- 高梁川 （页面存档备份，存于） - 國土交通省（日語）